# Аутопут Бања Лука — Добој
Аутопут Бања Лука — Добој, званично Аутопут 9. јануар, према Дану Републике Српске, је аутопут на северу Босне и Херцеговине. Представља једну од главних саобраћајних артерија у северном делу Републике Српске. Укупна дужина аутопута износи 72 .

## Историја
Аутопут Бања Лука — Добој повезује Аутопут Градишка — Бања Лука Е661 са будућим аутопутем у склопу паневропског коридора . Он је артерија транзитног транспорта у региону. Пројектовање и извођење радова врши Интеграл инжењеринг. Градило га је око 300 људи директно, а неколико хиљада радника било је индиректно укључено на аутопуту у бројним компанијама задуженим за његову реализацију. За изградњу и финансирање Влада Републике Српске добила је кредит од европских банака у износу од око 180 милиона евра. На радовима је учествовао конзорцијум различитих компанија, укључујући Интеграл инжењеринг, Гранит Скопље и бројне друге фирме. Аутопут је изграђен према правилима које прописује Европска унија.

### Отварање појединих дионица
Прва деоница аутопута од Прњавора до Кладара дужине 36,6  отворена је 11. септембра 2016. године у присуству председника Републике Српске Милорада Додика и ондашњег председника Владе Србије Александра Вучића.
Други део аутопута дужине 11  од Маховљана (раније изграђене Маховљанске петље) до Друговића отворен је у септембру 2017. године. Тиме је остварена веза за Аутопут Градишка — Бања Лука. У оквиру ове секције изграђен је и мост преко реке Босне у Кладарима, који је пуштен у функцију 2022. године.  
Трећи дио аутопута од Друговића до Прњавора пуштен је у саобраћај 2. октобра 2018. године, а вредност инвестиције коштала је 402 милиона евра. Овим је остварена функционална и непрекидна комуникација аутопутем од Бање Луке до Прњавора и Добоја, као и обрнуто.
Када је крајем августа 2022. године пуштена у функцију прва дионица Паневропског коридора 5ц кроз Републику Српску, од петље Товира (на којој се укрштају Коридор 5ц и аутопут 9. јануар) до петље Костајница, обје на подручју града Добоја, овај аутопут је продужен за још један километар, од петље Кладари (раније Јоховац) до петље Товира, чиме је изграђен у потпуности и од тада укупна дужина аутопута износи око 73 . Тада је пуштен у функцију и мост преко ријеке Босне, изграђен у другој фази изградње. Овим је веза Добоја са Прњавором, Лакташима, Бањом Луком и Градишком, као и обрнуто, постала још функционалнија јер је петља Костајница ближа граду него петља Кладари.
Од пуштања у функцију прве дионице Паневропског коридора 5ц кроз Републику Српску, аутопут 9. јануар је постао директна повезница два аутопута.

## Путни објекти

### Петље
- Маховљанска петља (спој са аутопутем Бања Лука - Градишка)
- Петља Друговићи (спој са магистралним путем М-I 106, стара ознака М16.1)
- Петља Прњавор (спој са регионалним путем R-I 2102, стара ознака R474)
- Петља Кладари (спој са магистралним путем -I 105, стара ознака М17)
- Петља Товира (спој са аутопутем на Паневропском коридору 5ц)

У плану је изградња петље у Поточанима, која би повезала Поточане и околна мјеста са аутопутем, као и петље у Осињи за повезивање према Дервенти и Станарима и обрнуто.

### Тунели
На аутопуту се налази вјештачки двоцијевни тунел Поточани, који је у улози прелаза локалног пута преко аутопута, као и још један неименовани вјештачки двоцијевни тунел послије петље Прњавор, који је у истој улози као претходни.

### Мостови и вијадукти
На аутопуту се налази велики број мостова и вијадукта, који носе различита имена - Врбас, Босна, Лишња, Пураћи итд.

### Одморишта
На аутопуту налазе се два обострана одморишта: Врбас на подручју Лакташа и Бркића вода на подручју Дервенте. Оба одморишта засад су опремљена само паркингом за путничка и теретна моторна возила, без садржаја типа бензинске станице, кафе-бара, ресторана и слично, али се садржаји планирају у будућности.

### Интелигентни транспортни систем
Аутопут је под видео надзором, који је на располагању радницима у Центрима за одржавање и контролу саобраћаја у Лакташима и Кладарима. Поред видео надзора, изнад коловоза налазе се промјенљиви свијетлећи саобраћајни знакови, информациони дисплеји за комуникацију са корисницима аутопута, а на критичним дионицама и метеоролошке станице. У зависности од стања и услова на путу, према потреби се активирају промјенљиви саобраћајни знакови или се испише порука на дисплеју како би се учесници у саобраћају на вријеме информисали о непредвиђеним околностима и тиме спријечиле евентуалне саобраћајне незгоде.

## Наплата путарине
На аутопуту 9. јануар у функцији је затворени систем наплате путарине. Плаћање путарине могуће је готовином (у конвертибилним маркама - новчанице и кованице; евро - само новчанице), платним картицама и електронском наплатом (ЕНП) помоћу ТАГ уређаја. Висина цијене путарине зависи од категорије возила и дужине пређеног пута.

## Маховљанска петља
Маховљанска петља повезује Аутопут Градишка — Бања Лука и Аутопут Бања Лука — Добој. Дужина саобраћајница на петљи је 7360 , а њена површина у пречнику износи 1,5 . За њену изградњу утрошено је 30000 3 бетона, 40000  асфалта, 3000  челика, 600000 3 ископа и насипа и 15  ограда. Петљу је финансирала Влада Републике Српске, а за њену изградњу утрошено је 15 милиона евра, односно 11,5 милиона евра за саму изградњу и око 3,5 милиона евра за додатне радове на клизишту. Радове су извели чешки конзорцијум ОХЛ ЖС из Брна и Нискоградња из Лакташа.
Изградња петље почела је у марту 2010, трајала је дуже од двије године а отворена је средином 2012. Маховљанска петља свечано је отворена 15. јула 2012, када је министарка за просторно уређење, грађевинарство и екологију Републике Српске Сребренка Голић уручила рјешење о одобрењу за употребу петље директору ЈП Аутопутеви Републике Српске Душану Топићу. Отворењу су присуствовали и Милорад Додик, бивши председник Владе Републике Српске Александар Џомбић, тадашњи министар саобраћаја и веза Републике Српске Недељко Чубриловић и други министри Српске.